# ミンスク (オートバイ)
ミンスク（英語: Minsk Motorcycle ロシア語: Mинск）はベラルーシミンスクにあるモトベロが手掛けているオートバイブランドである。ミンスクは自転車ブランドであるアイストも手掛けている。一般にはロシアのオートバイとして知られている。

## 歴史
1945年11月6日、自転車工場として設立。1951年にモスクワでMMZから生産ラインを移譲されたことからオートバイの製造を始める。当時はソビエト連邦のオートバイメーカーとして第二次世界大戦後にドイツから接収したDKWのRT125をベースに2ストローク125ccのオートバイを生産した。このモデルは最初、ネヴァルとして商号となりイギリスに輸出された。ミンスクは1973年から1979年の間、SATRAがイギリスにおいてコサックのブランドで販売した。
自転車とオートバイの並列組立ラインの製造工場があり、70%の自転車がロシアから、90%のオートバイが旧ソ連の構成国からイラン、ベトナム、トルコ、メキシコ、イギリス、フランス、ドイツへ輸出されている。工場は1990年代に民営化され、労働者に株が分配された。モトベロはいくつかの専門家によると2003年から2005年の間にロシアからの鋼鉄の価格の急激な上昇によって帰して減少するとしている。また、ベトナムは40%の輸入税の導入によりベラルーシの企業は安い中国製に早くから負けた。

## 製品
- R25